# Geraldine Somerville
Geraldine Margaret Agnew-Somerville (Bristol, 19 de maio de 1967) é uma atriz britânica nascida na Inglaterra.

## Filmografia
- 2012 - Titanic... Louisa
- 2011 - Harry Potter e as Relíquias da Morte Parte 2... Lily Evans
- 2011 - Sete dias com Marilyn... Lady Jane Clark
- 2010 - Harry Potter e as Relíquias da Morte Parte 1... Lily Evans
- 2006 - Sixty Six (filme)
- 2005 - Harry Potter e o Cálice de Fogo.... Lily Evans
- 2001 - Harry Potter e a Pedra Filosofal.... Lily Evans